# Аттіла (Унгени)
Футбольний клуб «Аттіла» (рум. Fotbal Club Attila Ungheni) — колишній професійний молдовський футбольний клуб з міста Унгени. Клуб провів один сезон у Національному дивізіоні Молдови 1996—1997 років, після чого був розформований.

## Історія
Клуб був заснований у 1954 році як «Локомотив». У цьому ж році клуб брав участь у розіграші Кубка СРСР як володар кубка Молдавської РСР серед команд КФК, проте в 1/64 фіналу програв клубу «Буревісник» з Кишинева. до 1992 року клуб грав на аматорському рівні. З 1992 року клуб грав у другому молдовському дивізіоні під назвою «Делія», в 1995 році клуб був перейменований на «Аттіла». У сезоні 1995—1996 років клуб зайняв третє місце в другому молдовському дивізіоні, та отримав путівку до Національного дивізіону Молдови. Проте у найвищому дивізіоні в сезоні 1996—1997 років клуб виступив вкрай невдало, набрав лише 4 очки, отримав лише 1 перемогу при 28 поразках з різницею м'ячів 10—141, при наявності поразок з рахунками 0-11, 0-12 та 0-13, та вибула з вищого дивізіону, після чого клуб був розформований.